# Enrico Gras
Enrico Gras (Gènova, 7 de març de 1919 – Roma, 5 de març de 1981) va ser un director i guionista italià.

## Biografia
Enrico Gras va ser el penúltim de sis fills: el seu pare Stefano era advocat d'una família noble en decadència, la seva mare Regina Costa provenia d'una família d'armadors. L'any 1923 va morir la mare, i el pare va haver de marxar a Argentina com a gerent de l'empresa familiar Costa a Buenos Aires. Els nois es van dividir ràpidament entre els seus avis; després d'un temps que encara va passar a Gènova, Gras va anar a viure amb la seva àvia paterna a Milà, on va estudiar a la Collegio San Carlo, on va ser un company d'estudis del germà de Comencini. Com a família eren amics dels Risi i freqüentaven grups de cinema milanesos i la Cineteca Italiana. Posteriorment, encara a Milà, després d'acabar el batxillerat es va matricular a la Facultat d'Enginyeria de la Politècnica.
El seu primer treball, però, va ser un curtmetratge d'animació molt curt titulat Il Giuseppe (1938) i es va presentar al Littoriali. La pel·lícula es va perdre en un atacament prop del Panteó per part d'un grup de pinxos que van robar els seus abrics amb l'única còpia de la pel·lícula. L'any 1938 a Roma, amb el seu amic Luciano Emmer, Gras va fundar una petita productora que realitzava diversos documentals durant els anys de la Segona Guerra Mundial; aquestes obres tenien com a objecte obres d'art, presentades al públic amb un ús particular de l'edició i la música.
Gras va ser cridat al servei militar i un cop allistat va ser enviat com a oficial de l'Exèrcit italià a Rodes, Grècia. El director va ser fet presoner pels alemanys i deportat al camp de concentració de Dachau on va romandre fins al maig de 1945 quan va ser alliberat per les tropes nord-americanes. En tornar de la guerra l'agost de 1945 va descobrir que Emmer havia aconseguit evitar el servei militar emigrant a Suïssa i que havia fet tot el possible per donar a conèixer les seves pel·lícules. Emmer havia conegut Henri Langlois i en la immediata postguerra anava sovint a París, on els seus documentals d'art van despertar l'entusiasme de molts intel·lectuals.
Els dos van reprendre llavors la seva activitat documental després de la guerra, i per La leggenda di Sant'Orsola i Romantici a Venezia Jean Cocteau va demanar poder escriure el text per acompanyar les imatges. En aquests anys, la germana petita de Gras, Laura, va mostrar interès pel cinema i el treball del seu germà i va col·laborar amb ell en la realització d'algunes pel·lícules com Inquietudine dirigida per Vittorio Carpignano. El 1947, Gras va abandonar Emmer i Itàlia per anar a Argentina, on ja hi eren altres membres de la família. En Gras va anar a l'Argentina per fer-se càrrec dels negocis del seu pare i després hi va trobar millors oportunitats laborals mentre feia una família, però potser hi va haver algun desacord entre tots dos, que tenien caràcters i ambicions molt diferents.
El 1947, Gras es va traslladar a Amèrica del Sud, on va romandre durant anys; el 1950 va dirigir Pupila al viento, amb lletra de Rafael Alberti. Aleshores, Pupila al viento es va definir com un documental poètic i posteriorment se'n va derivar el terme cinepoema per indicar el gènere; Alberti va agafar bona part del text del llibre Poemas de Puntas del Este de 1961 sota el títol de Pupila al viento. Palabras sincrónicas para un film, de Enrico Gras sobre Punta del Este.
El 1952 Gras coneix Mario Craveri a qui ja coneixia anteriorment; el productor Leonardo Bonzi després que Magia Verde tingués una altra pel·lícula planificada i va ser per a aquesta trobada que Bonzi i el director de fotografia Craveri van demanar a Gras que dirigís un nou documental. Gras va acceptar i va dirigir al seu costat Continente perduto de 1954 i després va tornar a establir-se a Itàlia juntament amb la seva dona i la seva filla de dos anys.
El maig de 1955 la pel·lícula es va presentar al Canes, on es va projectar l'últim vespre del festival i va rebre el premi especial del jurat. Per al director de la pel·lícula va ser un èxit de públic internacional, i si a Itàlia la pel·lícula va aconseguir bones però no memorables recaptes, en altres països va aconseguir alts resultats de taquilla. Després del Continente perduto, Lux els va posar a treballar per fer el 1956 L'impero del sole completament rodat al Perú, que es va presentar al Festival Internacional de Cinema de Venècia el 1956 i li va valer a Craveri el Nastro d'argento a la millor fotografia.
Després de L'impero del sole, Gras va inserir una història convencionalment narrativa dins d'un context documental, de manera que el 1958 va crear Soledad, una coproducció italo-espanyola de Lux a CinemaScope i Ferraniacolor, on se li uneixen Craveri i Lavagnino. La història tracta d'una història d'amor entre dos joves; les recaptes van ser molt baixes respecte a les anteriors.
El 1961 I sogni muoiono all'alba, una pel·lícula sobre els fets a Hongria realitzada juntament amb Indro Montanelli a partir d'una obra teatral del periodista. Els motius de la implicació de Gras en aquesta darrera operació són complexos: tots dos van haver de participar en una pel·lícula de Montanelli per rodar íntegrament a Israel, i que, per tant, hauria estat totalment del seu interès. En l'últim moment, però, Rizzoli va renunciar al projecte i Gras amb Craveri es va desviar a I sogni muoiono all'alba, que va tenir lloc en un hotel de Budapest i que va tenir com a protagonistes. els corresponsals d'alguns diaris italians.
Per complicar les coses, Montanelli va patir un accident, trencant-se la cama i, per tant, necessitava encara més l'aportació de Gras per dirigir la pel·lícula. La pel·lícula guanya el David di Donatello a la millor actriu a Lea Massari. Amb I sogni muoiono all'alba, que va tenir poca recaptació, va acabar l'activitat de Gras al cinema. Així va començar a treballar a la Rai com a director de televisió i a principis dels anys 60 va començar a crear reportatges de diverses parts del món amb la seva pròpia productora, fundada juntament amb Craveri. Els primers concernien a Brasilia i Israel, en aquells primers anys va crear quatre sèries curtes de Caroselli per a Lanerossi i Martini & Rossi, el 1960-61, però aviat va abandonar el sector que no li interessava gaire.
A partir d'aquell moment Gras i Craveri es van dedicar definitivament amb Telecentauro Films a una activitat teledocumental. Era el període de les grans investigacions, que de tant en tant el portaven a investigar les ciutats provincials italianes i els seus problemes, el mite de les socialdemocràcies nòrdiques (La società del benessere), els Països Baixos (la conquista della Terra), el Brasil, el Regne Unit, i després escoles a diversos països del món.
A la dècada dels 70, la Rai va començar a deixar de confiar les seves investigacions a persones de fora, cada cop més petites i menys ambicioses. Gras i Craveri van iniciar així una llarga activitat amb Giulio Macchi en un sector més estrictament científic, el programa era Orizzonti della scienza e della tecnica, limitant-se a donar suport als programes d'altres persones. L'oportunitat de tornar als reportatges va arribar a Gras el 1980, quan va començar a treballar en un programa de diversos capítols sobre la mort (Il grande tabù): just durant la producció, però, va patir un atac de cor, i va morir a Roma el 5 de març de 1981, abans de poder completar la investigació.

## Filmografia

### Guió
- Inquietudine, de Vittorio Carpignano (1946)

### Co-diector
Llargmetratge
- Continente perduto, d’Enrico Gras, Leonardo Bonzi, Giorgio Moser (1954)
- L'impero del sole d’Enrico Gras i Mario Craveri (1955)
- Soledad, d’Enrico Gras i Mario Craveri (1958)
- I sogni muoiono all'alba, di Indro Montanelli, Enrico Gras i Mario Craveri (1961)

### Director
Curtmetratge
- Il Giuseppe (1938) [perdut]
- Pupila al viento (1950)
- Turay, enigma de las llanuras (1950)
- José Artigas, Protector de los Pueblos Libres (1951)
- Macchu Picchu (1953)
- Castilla, soldado de la ley (1953)
- El solitario de Sayan (1954)
- 1948-1954 [pel·lícules que sembla haver fet a Llatinoamèrica, però de la qual no hi ha informació precisa
  - Don Segundo Sombra
  - La ciudad frente al río
  - Aventura de los siglos
  - Biblioteca Nacional
  - Plaza de Majo
  - Punta del Este

### Televisió
- Città di domani: a proposito di Brasilia, d'Enrico Gras e Mario Craveri (1961)
- Le nuove città del mondo: Israele città del deserto, d'Enrico Gras, Mario Craveri (1961)
- 1962: anno del concilio, d'Enrico Gras, Mario Craveri (1962)
- La scienza in Israele, d'Enrico Gras, Mario Craveri (1962)
- Strade e città d'Italia, d'Enrico Gras, Mario Craveri (1963)
- Raiomondo Fianchetti esploratore della Dancalia, d'Enrico Gras, Mario Craveri (1963)
- Fantascienza di ieri: XX secolo, d'Enrico Gras e Mario Craveri (1963)
- Cronache del XX secolo: la via dei diamanti, d'Enrico Gras e Mario Craveri (1963)
- La società del benessere, d'Enrico Gras, Mario Craveri (1964)
- La conquista della Terra, d'Enrico Gras, Mario Craveri (1965)
- Rio 400 anni, d'Enrico Gras, Mario Craveri (1965)
- Pianeta Brasile, d'Enrico Gras, Mario Craveri (1965)
- Al di là della Manica, d'Enrico Gras, Mario Craveri (1966)
- Ritratti di città, d'Enrico Gras, Mario Craveri (1967)
- La scuola degli altri, d'Enrico Gras, Mario Craveri (1969)
- I pensieri dell'occhio, d'Enrico Gras, Mario Craveri (1978)
- Orizzonti della scienza e della tecnica (1978 - 1980)
- Il grande tabù (1980 - 1981) (inacabat)

## Reconeixements
- Presentació de Pupila al viento al Festival di Venezia (1950)
- Presentació de José Artigas, protector de los pueblos libres al Festival di Venezia (1951)
- Menció del jurat al grup de pel·lícules biogràfiques i històriques de José Artígas, protector de los pueblos libres al Festival de Venècia (1951)
- Placa de bronze per Il Paradiso Perduto al Festival Internacional de Cinema de Berlín (1951)
- Presentació de Turay, enigma de las llanuras al Festival de Canes (1951)
- Presentació de Macchu Picchu al Festival de Canes (1953)
- Presentació de Castilla, soldato de la Ley al Festival de Canes (1953)
- Placa d'argent per Continente perduto al Festival Internacional de Cinema de Berlín (1954)
- Presentació de El soldato de Sayan al Festival de Canes (1954)
- Premi del Jurat per Continente perduto al Festival de Canes (1955)
- Candidatura a la Palma d'Or per Continente perduto al Festival de Canes (1955)
- Premi del Jurat per Continente perduto al Nastro d'argento (1955)
- Nastro d'argento a la millor banda sonora per Continente perduto (1955)
- Nastro d'argento a la millor fotografia per L'impero del sole (1956)
- David di Donatello al millor productor per L'impero del sole (1957)
- Davide special a Lea Massari per I sogni muoiono all'alba" (1962)
- Premi Chianciano de la Crítica Radiotelevisiva (1976)